# 小行星4605
小行星4605（英語：4605 Nikitin）是一颗围绕太阳公转的小行星。1987年9月18日，柳德米拉·切爾尼赫在克里米亚发现了此天体。
这颗小行星的绝对星等为99.20182等。